# تب عدد پپسی
تپ عدد پپسی (انگلیسی: Pepsi Number Fever)  , همچنین به عنوان حادثه ۳۴۹ شناخته می‌شود، تبلیغاتی بود که توسط پپسی کو در فیلیپین در سال ۱۹۹۲ برگزار شد، که منجر به آشوب و مرگ حداقل پنج نفر شد.

## تبلیغ
در فوریه ۱۹۹۲، پپسی فیلیپین (PCPPI) اعلام کرد که اعدادی از ۰۰۱ تا ۹۹۹ در داخل در های (تاج) بطری‌های پپسی، میراندا و ۷آپ و مانتین دو، چاپ می‌کنند. اعداد مشخصی واجد شرایط دریافت جایزه بودند، این جایزه از ۱۰۰ پزو (حدود ۴ دلار آمریکا) شروع می‌شد و تا ۱ بود میلیون پزو برای یک جایزه بزرگ (تقریباً ۴۰۰۰۰ دلار آمریکا در سال ۱۹۹۲) ادامه می‌یافت، این رقم معادل تقریباً ۲۳ سال درآمد با ۱۱۸ پزو در روز حداقل دستمزد آن زمان در فیلیپین بود. پپسی در مجموع ۲ میلیون دلار آمریکا برای جوایز اختصاص داد پدرو ورگارا، متخصص بازاریابی، تبلیغات Pepsi Number Fever را بر تبلیغات مشابه و نسبتاً موفقی که قبلاً در حوزه تخصصی جغرافیایی ورگارا، آمریکای لاتین برگزار شده بود، بنا نهاد.
تب شماره پپسی در ابتدا بسیار موفق بود و سهم بازار پپسی را از ۴٪ به ۲۴٫۹٪ افزایش داد. تعداد برنده‌ها هر شب در تلویزیون اعلام شد. تا ماه مه، ۵۱۰۰۰ جایزه از جمله ۱۷ جایزه بزرگ خریداری شده‌است.

## شماره ۳۴۹
در تاریخ ۲۵ مه، پخش خبری شبانه کانال 2 ABS-CBN جایزه بزرگ آن روز که ۳۴۹ بود را اعلام کرد. درپوش‌های بطری برنده جایزه بزرگ توسط PepsiCo به شدت کنترل می‌شدند. دو بطری با درپوش‌هایی که شماره برنده آن روز در داخل آنها چاپ شده‌است، و همچنین یک کد امنیتی برای تأیید، تولید و توزیع شده‌است. با این حال، به دلیل خطای رایانه ای، ۸۰۰۰۰۰ در بطری معمولی نیز با شماره ۳۴۹ (اما بدون کد امنیتی) چاپ و توزیع شده بود. از نظر تئوری، این در بطری‌ها به‌طور تجمعی ۳۲ میلیارد دلار آمریکا ارزش داشتند.
هزاران فیلیپینی برای گرفتن جوایز خود به کارخانه‌های تولید بطری پپسی شتافتند. PCPPI در ابتدا پاسخ داد که درپوش‌های بطری چاپ شده به اشتباه کد امنیتی تأیید ندارند و بنابراین نمی‌توان از آنها استفاده کرد. پس از جلسه اضطراری مدیران PCPPI و PepsiCo در ساعت ۳:۰۰ صبح، این شرکت ۵۰۰ «پزو» (۱۸ دلار) را به عنوان «حسن نیت» به دارندگان در بطری چاپ اشتباه ارائه داد. این پیشنهاد توسط ۴۸۶٫۱۷۰ نفر پذیرفته می‌شود، پرداخت هزینه برای این تعداد ۸٫۹ میلیون دلار آمریکا (معادل ۲۴۰ میلیون پزو) خرج رو دست پپسی گذاشت.
بسیاری از دارندگان در بطری ۳۴۹ که عصبانی بودن از پذیرفتن پیشنهاد تسویه حساب PCPPI خودداری کردند. آنها یک گروه مصرف‌کننده به نام 349 Alliance تشکیل دادند که تحریم محصولات پپسی را سازماندهی می‌کرد و تجمعاتی را در خارج از دفاتر PCPPI و دولت فیلیپین برگزار کرد. اکثر اعتراضات مسالمت آمیز بود، اما سه کارمند PCPPI با پرتاب نارنجک به انبار در داوائو و یک مادر و کودک در مانیل در ۱۳ فوریه ۱۹۹۲، توسط نارنجکی که به سمت کامیون پپسی پرتاب شد، کشته شدند. مدیران PCPPI تهدید به مرگ شدند و حدود ۳۷ دستگاه کامیون شرکت در اثر له شدن، پرتاب سنگ یا سوزاندن آسیب دیدند. برخی پپسی کو را به استخدام مزدوران برای اجرای حملات متهم کردند تا معترضین را تروریست جلوه دهند. با این وجود سناتور وقت، گلوریا ماکاپاگال-آرویو ، اظهار داشت که این حملات توسط بطری‌های رقیب انجام می‌شود که سعی در استفاده از آسیب‌پذیری PCPPI دارند.

## اقدام قانونی
حدود ۲۲۰۰۰ نفر علیه PepsiCo اقدام قانونی کردند. حداقل ۶۸۹ شکایت مدنی و ۵۲۰۰ شکایت کیفری برای کلاهبرداری و فریب تشکیل شده‌است. در ۲۴ ژوئن ۱۹۹۶، دادگاه بدوی در یکی از پرونده‌های قضایی به شاکیان ۱۰ هزار پزو (حدود ۳۸۰ دلار آمریکا) اختصاص داد. سه شاکی ناراضی تجدیدنظر کردند و در تاریخ ۳ ژوئیه ۲۰۰۱ دادگاه تجدیدنظر به هر سه نفر ۳۰ هزار پزو (حدود ۵۷۰ دلار آمریکا) و همچنین پرداخت حق الوکاله به این سه شاکی اعطا کرد. PCPPI به این تصمیم اعتراض کرد. این دادخواست به دیوان عالی کشور رسید، دادگاه در سال ۲۰۰۶ حکم داد که "PCPPI مسئول پرداخت مقادیر چاپ شده روی در نوشابه‌ها به دارندگان آنها نیست. همچنین PCPPI هیچگونه مسئولیتی در قبال خسارت‌های وارده به آن ندارد.